# وليام هوبر
وليام هوبر (بالإنجليزية: William Hooper) (و. 1742 – 1790 م) هو سياسي، وقاضٍ من المملكة المتحدة. ولد في بوسطن.
توفي في هيلزبورو، كارولاينا الشمالية، عن عمر يناهز 48 عاماً.

## مناصب
تولى منصب عضو مجلس نواب ولاية كارولينا الشمالية.

## التعليم
تعلم في جامعة هارفارد.